# Svensk Musik
Bör ej förväxlas med Svensk musik, musik från Sverige, eller den ekonomiska föreningen Musiksverige
Svensk Musik (Svensk Musik Swedmic AB) är ett dotterbolag till Stim med uppdrag att bevara, tillgängliggöra och informera om upphovsrättsligt skyddad svensk musik i Sverige och internationellt, samt främja den svenska musikkulturen. Svensk Musik går internationellt under namnet Swedish Music Information Centre, och ingår i ett internationellt nätverk av motsvarande center över hela världen. Svensk Musik driver även skivbolaget Phono Suecia och musikförlaget Edition Suecia.

## Verksamhet
Svensk Musik startade 1965 som en avdelning av Stim, med målet att främja den svenska musikkulturen. Svensk Musik är sedan 1 juli 2008 ett eget aktiebolag, helägt av Stim, och finansieras till största delen genom den verksamhetstäckande kvoten av upphovsrätts-intäkterna. Dess uppgift är att dokumentera och informera om upphovsrättsligt skyddad svensk musik och katalogisera och arkivera svensk konstmusik och främst äldre populärmusik, producera och tillhandahålla notmaterial – med separata stämmor för orkestrar/ensembler – till försäljning och uthyrning och dessutom att förmedla utskrifts- och resebidrag för behövande Stim-medlemmar för resor i samband med speciella evenemang eller verkuppföranden på annan ort. På Svensk Musiks webbplats finns arkiv tillgängliga om svensk musik och dess upphovspersoner. Svensk Musiks konstmusikarkiv innehåller 20 000 opublicerade verk deponerade av Stim-anslutna kompositörer och populärmusikarkivet består av drygt 60 000 titlar med populärmusik från schlagerns barndom fram till våra dagar. Samlingarna innehåller även en svensk nationalbibliografi över den samtida konstmusiken.
När Svensk Musiks PR-verksamhet lades ned 2012 fördelades ansvaret för marknadsföring av svensk musik utomlands på de följande organisationer: SPN Stims promotion nämnd, ExMS Export Music Sweden, SKAP Sveriges kompositörer och textförfattare, Föreningen svenska tonsättare (FST) och Musikförläggarna.

### Phono Suecia och Favorit
Phono Suecia och Favorit är sedan 1990 Svensk Musiks helägda skivmärken för inspelning och utgivning av svensk musik, framförallt sådant som inte primärt görs av den mer kommersiellt inriktade skivindustrin. Utgivningen på Phono Suecia innefattar de flesta genrer, ofta med landets mest framstående artister och musiker. Favorit är Phono Suecias underetikett för visor i nya arrangemang och äldre populärmusik. Den egna skivverksamheten startades av Stim i början av 1980-talet, sedan de upphört med den finansiering de gjort sedan 1966 av skivinspelningar på andras skivbolag. Många av produktionerna har erhållit kvalitetsutmärkelser och priser (även ett flertal nomineringar) som Grammis, Svenska grammofonpriset och Gyllene skivan.

### Edition Suecia
Edition Suecia är Svensk Musiks musikförlag, som verkar för att förlägga, marknadsföra och distribuera svensk, mer icke-kommersiellt inriktad konstmusik, jazz och visor inom och utom landet. Förlaget gav 2014 ut en svensk operaantologi för röst och piano: Svenska operaarior 1874-2009 i fyra delar sopran, alt, tenor och bas samt Svenska operaduetter & ensembler 1873-2013. Utgåvan består av 147 operaarior ur 89 operor av 54 tonsättare samt 58 duetter och ensembler ur 47 operor av 38 tonsättare. Förlaget grundades av Föreningen svenska tonsättare (FST) 1930 och övertogs 1965 av Svensk Musik.